# Helena Aeschbacher-Sinecká
Helena Aeschbacher-Sinecká (* 11. května 1945 Kozly) je česká básnířka a výtvarnice od roku 1973 žijící ve Švýcarsku.

## Život
Na Pedagogické fakultě Univerzity Karlovy vystudovala obor ruský jazyk a dějepis, na Filosofické fakultě Univerzity Karlovy poté studovala knihovnictví a dokumentaristiku. Toto studium však nedokončila; rok před promocí využila příležitosti a při návštěvě československé výpravy orientačních běžců ve Švýcarsku v roce 1973 požádala o politický azyl.
Básně publikovala nejprve česky v krajanských periodikách, v exilovém nakladatelství Poezie mimo domov pak roku 1981 vyšla její prvotiny „Mlhavé dny“. V osmdesátých letech již publikovala poezii v němčině (její sbírky vycházely ve Frankfurtu n. Mohanem), v devadesátých letech zvolila dvojjazyčná vydání v zrcadlové sazbě. Ta vyšla jednak v Curychu, jednak v České republice, jež se autorce po změně společenských poměrů opět otevřela.
Paralelně se Aeschbacher-Sinecká věnuje také výtvarné činnosti (především pastelu a akvarelu) a umělecké fotografii, již kombinuje se svými verši. V roce 2005 uspořádala Centrální knihovna města Curych rozsáhlou retrospektivní výstavu jejích fotografií a veršů.
Helena Sinecká byla trojnásobnou juniorskou mistryní ČSSR ve skifu a juniorskou reprezentantkou v orientačním běhu. Ve Švýcarsku patřila po své emigrace v orientačním běhu k nejlepším seniorkám.
Od roku 1992 do roku 2016 žila Aeschbacher-Sinecká v Kappel am Albis nedaleko Curychu, od roku 2017 je klientkou domova pro seniory Senevita Obstgarten v Affoltern am Albis.
Dne 5. listopadu 2015 udělil ministr kultury České republiky Daniel Herman Heleně Aeschbacher-Sinecké cenu Artis Bohemiae Amicis za šíření dobrého jména české kultury. Ve Švýcarsku jí ho v ministrově zastoupení dne 12. listopadu 2015 předal český velvyslanec J.E. Karel Borůvka.
V emigraci vystavovala v legendární Galerii Krauze, v současnosti jsou její výtvarné práce – akvarely součástí sbírek Galerie Klatovy-Klenová a Galerie Středočeského kraje.

## Dílo

### Poezie v češtině
- Mlhavé dny, Poezie mimo domov, Mnichov 1981

### Poezie v dvojjazyčném vydání
- Podzimní čas | Herbstzeit, Polygon, Curych 1991
- Vyhnání | Vertreibung, Kappel an Albis 1995
- Podzimní čas | Herbstzeit, Dar Ibn Rushd, Praha 1998

### Poezie v němčině
- Am Rande der tiefsten Schlucht, R.G. Fischer, Frankfurt nad Mohanem 1986
- Hab’ keine Angst vor dem Winter, R.G. Fischer, Frankfurt nad Mohanem 1989
- Licht aus der Tiefe, Kappeler Freundeskreis, Kappel am Albis 2000 (fotografie a básně)
- Einsiedelei, Paul Jenni, Rudolfstetten 2009 (fotografie a básně)
- Spiegelbilder, Paul Jenni, Rudolfstetten 2010 (fotografie a básně)
- Eisbilder, Paul Jenni, Rudolfstetten 2011(fotografie a básně)
- Kappel Psalter, Kloster Kappel,Kappel am Albis 2015